# The Vanguard Group
Die Vanguard Group ist ein US-amerikanischer Finanzdienstleister mit Sitz in Malvern, Pennsylvania im Großraum Delaware Valley. Mit mehr als 50 Millionen Anlegern und 9,9 Billionen US-Dollar an assets under management ist das Unternehmen derzeit der größte Anleihenfonds-Anbieter und nach BlackRock der zweitgrößte Vermögensverwalter der Welt. Gegründet wurde Vanguard im Jahr 1975 von John Bogle. Damals legte er den ersten Indexfonds für Privatpersonen überhaupt auf und ermöglichte damit einem breiten Publikum den Zugang zu günstigen, passiven Anlagemöglichkeiten.
Der Erfolg des Unternehmens beruht auf dem Verkauf von Indexfonds an Anleger, die günstiger angeboten werden als aktiv gemanagte Fonds. Derzeit arbeiten weltweit ca. 20.000 Mitarbeiter für Vanguard. Niederlassungen befinden sich rund um den Globus, an allen wichtigen Finanzplätzen der Welt.

## Geschäftstätigkeit in Deutschland
Vanguard hat in Europa über 800 Mitarbeiter an Standorten in Amsterdam, Berlin, Dublin, Frankfurt am Main, London, Mailand, Paris und Zürich. In Deutschland arbeiten in den Büros in Berlin und Frankfurt über 70 Mitarbeiter.
In Deutschland sind über 270 Indexfonds und ETFs von Vanguard unter anderem an den deutschen Börsen Xetra und der Börse Frankfurt handelbar. Vanguard gilt am deutschen Markt als Spätstarter unter den Anbietern von Indexfonds, dennoch gehören die Indexfonds inzwischen zu den beliebtesten in Deutschland.
Im Februar 2022 startete Vanguard mit der deutschen Tochterfirma Vanguard Group Europe GmbH mit Sitz in Berlin zudem ein Direktangebot für deutsche Kunden. Der Vanguard Invest Anlageservice bietet Anlegern die Möglichkeit, für eine Verwaltungsgebühr die persönliche Geldanlage von Vanguard verwalten zu lassen. Die Lösung nutzt für die angebotenen Portfolios Vanguard-Indexfonds und bietet Funktionen wie regelmäßige Neugewichtung des Portfolios, Sparplanfunktion und flexible Ein- sowie Auszahlungen.
Von Anfang bis Dezember 2023 wurde mit Vanguard Direct Invest ein einfacher Broker mit minimalem Funktionsumfang angeboten, über den 87 ETFs von Vanguard über Xetra handelbar waren.

## Investments
Vanguards-Fonds und -ETFs bilden einige der wichtigsten und breitesten Indizes der Welt ab. Vanguard hat 426 Fonds mit einem Gesamtwert von ca. 9,9 Billionen US-Dollar aufgelegt.
Die Top 10 Holdings werden nachfolgend aufgelistet (Stand 13. November 2024):
| Beteiligung             | Land               | Anteile       | Gewichtung | Wert in Tausend USD |
| ----------------------- | ------------------ | ------------- | ---------- | ------------------- |
| Apple Inc.              | Vereinigte Staaten | 1.346.616.669 | 5,6 %      | 313.761.683         |
| Microsoft Corp.         | Vereinigte Staaten | 673.639.717   | 5,2 %      | 289.867.170         |
| Nvidia Corp.            | Vereinigte Staaten | 2.143.786.860 | 4,7 %      | 260.341.476         |
| Amazon Corp.            | Vereinigte Staaten | 805.725.206   | 2,7 %      | 150.130.777         |
| Meta Platforms          | Vereinigte Staaten | 189.695.452   | 1,9 %      | 108.589.264         |
| Alphabet Inc. Class A   | Vereinigte Staaten | 499.582.709   | 1,5 %      | 82.855.792          |
| Broadcom Inc.           | Vereinigte Staaten | 468.561.399   | 1,4 %      | 80.826.841          |
| Alphabet Inc. Class C   | Vereinigte Staaten | 407.827.224   | 1,2 %      | 68.184.633          |
| Berkshire Hathaway Inc. | Vereinigte Staaten | 146.443.365   | 1,2 %      | 67.402.023          |
| Eli Lilly & Co          | Vereinigte Staaten | 73.773.467    | 1,2 %      | 65.358.865          |
| Gesamt                  | –                  | –             | 26,6 %     | 1.487.318.524       |

## Eigentümerstruktur
Die Vanguard Group ist nicht börsennotiert, sondern gehört den in den USA domizilierten Vanguard-Fonds und -ETFs. Diese wiederum gehören den Anlegern, die in diese Fonds investieren. Daraus ergibt sich eine genossenschaftsähnliche Eigentümerstruktur.